# Thomas Drozda
Thomas Drozda né le 24 juillet 1965 à Piberbach, est un homme politique autrichien, membre du Parti social-démocrate d'Autriche (SPÖ). Il est ministre fédéral autrichien des Arts, de la Culture, de la Constitution et des Médias du 18 mai 2016 au 18 décembre 2017.